# Preliminära världsarv i Nordamerika
Varje land som skrivit under världsarvskonventionen uppmuntras att göra en tentativ lista över objekt man tänker nominera till världsarv i framtiden, med andra ord objekt som man håller på att utforma en fullständig nominering för.
Här nedan följer tentativa listor för olika länder i Nordamerika.

## Anguilla(Storbritannien)[1]
| År   | Typ | Namn                                                                          |
| ---- | --- | ----------------------------------------------------------------------------- |
| 1999 | K   | Fountain Cavern (struken från landets tentativa lista vid uppdateringen 2012) |

## Barbados[2]
| År   | Typ | Namn                                    |
| ---- | --- | --------------------------------------- |
| 2005 | K   | Barbados industriarv: Sockrets historia |
| 2005 | N   | Scotland District                       |

## Belize[3]
- Har ännu ej lämnat in en tentativ lista.

## Costa Rica[4]
| År   | Typ | Namn                                                           |
| ---- | --- | -------------------------------------------------------------- |
| 2001 | K   | Costa Ricas stensfärer                                         |
| 2003 | N   | Corcovado nationalpark och biologiska reservatet Isla del Caño |

## Dominica[5]
- Har ännu ej lämnat in en tentativ lista.

## Dominikanska republiken[6]
| År   | Typ | Namn                                                                                 |
| ---- | --- | ------------------------------------------------------------------------------------ |
| 2001 | K   | Arkeologiska och nationalhistoriska parken i Pueblo Viejo                            |
| 2001 | K   | Arkeologiska och nationalhistoriska parken i samhället La Isabela, Puerto Plata      |
| 2001 | K   | Boca de Nigua sockerbruk ’[Ingenjörskonstens väg]’                                   |
| 2001 | K   | Staden Azua de Compostela                                                            |
| 2001 | K   | Puerto Platas historiska centrum                                                     |
| 2001 | K   | Jacagua, ett samhälle i Santiago                                                     |
| 2001 | N   | Jaragua nationalpark                                                                 |
| 2001 | K   | San Fernando de Monte Cristi                                                         |
| 2001 | K   | Nuestra Señora de Monte Alegre eller la Duquesa sockerbruk '[Ingenjörskonstens väg]' |
| 2001 | X   | Este nationalpark                                                                    |
| 2001 | K   | Sanate sockerbruk                                                                    |
| 2001 | K   | Forntida stora hus i Palavé '[Ingenjörskonstens väg]'                                |
| 2002 | K   | Forntida Diego Caballero sockerbruk '[Ingenjörskonstens väg]'                        |
| 2001 | K   | Engombe sockerbruk '[Ingenjörskonstens väg]'                                         |

## El Salvador[7]
| År   | Typ | Namn                     |
| ---- | --- | ------------------------ |
| 1992 | K   | Cacaopera                |
| 1992 | X   | Cara Sucia/El Impossible |
| 1992 | K   | Chalchuapa               |
| 1992 | K   | Staden Vieja/Bermuda     |
| 1992 | X   | Fonsecabukten            |
| 1992 | X   | Sjön Guija               |

## Grenada[8]
| År   | Typ | Namn                               |
| ---- | --- | ---------------------------------- |
| 2004 | N   | Ögruppen Grenadinerna              |
| 2004 | K   | *Saint George's fortifikationer    |
| 2004 | K   | *Saint George's historiska kvarter |

## Guadeloupe(Frankrike)[9]
- Finns inga förslag på världsarv i Guadeloupe på Frankrikes tentativa lista.

## Grönland(Danmark)[10]
| År   | Typ | Namn |
| ---- | --- | --- |
| 2003 | K   | Aasivissuit, Arnangarnup Qoorua (Grönlands jaktområden i inlandet och längs kusten)                       |
| 2003 | K   | Kyrkoruinen på Hvalsø, biskopsresidenset i Garðar samt Brattalid (Ett nordiskt/inuitiskt kulturlandskap). |

## Guatemala[11]
| År   | Typ | Namn                                                           |
| ---- | --- | -------------------------------------------------------------- |
| 2002 | K   | Castillo de San Felipe de Lara                                 |
| 2002 | X   | Grottan Naj Tunich                                             |
| 2002 | X   | Sierra del Lacandón nationalpark                               |
| 2002 | N   | Skyddade områden vid sjön Atitlán                              |
| 2002 | K   | Jordbruksindustrins och Viktorianska arkitekturens led         |
| 2002 | K   | Franciskanska evangelisationens led                            |
| 2002 | K   | Fredens och nationella identitetens led                        |
| 2002 | K   | Dominikanska evangelisationens led                             |
| 2002 | N   | Sierra de las Minas biosfärområde                              |
| 2002 | X   | Mayas centrala kulturområde                                    |
| 2002 | X   | Cuenca Mirador                                                 |
| 2002 | X   | Kulturtriangeln                                                |
| 2002 | N   | Gröna leden i Verapaz                                          |
| 2002 | N   | Manglaresleden längs Stillahavskusten i Guatemala              |
| 2002 | X   | Mötet mellan Maya och Olmek                                    |
| 2012 | K   | Tak'alik Ab'aj nationalpark                                    |
| 2012 | K   | Grottorna i Naj Tunich                                         |
| 2012 | K   | San Bartolos muralmålningar                                    |
| 2002 | X   | Flodernas led                                                  |
| 2002 | K   | Staden Chichicastenango                                        |
| 2002 | X   | Visis Cabá nationalpark och Triangulo Ixil inhemska arkitektur |

## Haiti[12]
| År   | Typ | Namn                       |
| ---- | --- | -------------------------- |
| 2004 | K   | Jacmels historiska centrum |

## Jamaica[13]
| År   | Typ | Namn                                      |
| ---- | --- | ----------------------------------------- |
| 2006 | X   | Blue and John Crow Mountains nationalpark |
| 2009 | K   | Seville kulturarvspark                    |
| 2009 | K   | Den sjunkna staden Port Royal             |

## Kanada[14]
| År   | Provins/Territorium        | Typ | Namn                                            |
| ---- | -------------------------- | --- | ----------------------------------------------- |
| 2004 | Alberta                    | K   | Áísínai’pi                                      |
| 2004 | British Columbia           | X   | Gwaii Haanas                                    |
| 2004 | British Columbia           | K   | Klondike (delvis i Yukon)                       |
| 2004 | Manitoba                   | X   | Atikaki / Woodland Caribou (delvis i Ontario)   |
| 2004 | New Foundland och Labrador | N   | Mistaken Point                                  |
| 2004 | New Foundland och Labrador | N   | Red Bay                                         |
| 2004 | Nova Scotia                | K   | Grand-Pré                                       |
| 2004 | Nunavut                    | X   | Quttinirpaaq                                    |
| 2004 | Ontario                    | X   | Atikaki / Woodland Caribou (delvis i Manitoba)  |
| 2004 | Yukon                      | X   | Ivvavik / Vuntut / Herschel Island (Qikiqtaruk) |
| 2004 | Yukon                      | K   | Klondike (delvis i British Columbia)            |

## Kuba[15]
| År   | Typ | Namn                                      |
| ---- | --- | ----------------------------------------- |
| 2003 | N   | Cienaga de Zapata nationalpark            |
| 2003 | K   | Kubas nationella Konsthögskola, Cubanacán |
| 2003 | N   | Rev i Kubanska delen av Karibien          |

## Martinique(Frankrike)[9]
- Finns inga förslag på världsarv i Martinique på Frankrikes tentativa lista.

## Mexiko[16]
| År   | Delstat           | Typ | Namn |
| ---- | ----------------- | --- | --- |
| 2001 | Chiapas           | K   | Kyrkor i provinsen Zoque                                                                                           |
| 2001 | Guerrero          | K   | Santa Priscakyrkan och dess omgivningar                                                                            |
| 2001 | Jalisco           | X   | Historiska staden San Sebastián del Oeste                                                                          |
| 2001 | Mexiko            | K   | Padre Tembleques akvedukt                                                                                          |
| 2001 | Mexiko            | K   | Järnvägsstationen i staden Aguascalientes och dess byggnadskomplex                                                 |
| 2001 | Mexico City       | K   | Chapultepecskogarna, höjder och slott                                                                              |
| 2001 | Mexico City       | K   | Diego Rivera och Frida Kahlos hemstudiomuseum                                                                      |
| 2001 | Mexico City       | K   | Ludwig Mies van der Rohe och Felix Candelas instribyggnader                                                        |
| 2001 | Oaxaca            | X   | Ahuehueteträdet i Santa María del Tule                                                                             |
| 2001 | Puebla            | K   | Förkoloniala staden Cantona                                                                                        |
| 2001 | Sonora            | K   | Historiska staden Alamos                                                                                           |
| 2001 | Zacatecas         | K   | Stora staden Chicomostoc-La Quemada                                                                                |
| 2004 | Baja California   | K   | Ciergesdalen |
| 2004 | Coahuila          | N   | Flora- och faunareservatet Cuatrociénegas                                                                          |
| 2004 | Chiapas           | X   | Regionen Lacan-Tún – Usumacinta                                                                                    |
| 2004 | Chiapas           | N   | Biosfärområdet Selva El Ocote (struken vid senaste uppdateringen av tenativa listan)                               |
| 2004 | Puebla            | K   | Textilfabriken La Constancia Mexicanas industrikomplex och tillhörande bostadsområden                              |
| 2004 | Quintana Roo      | X   | Biosfärområdet Banco Chincorro                                                                                     |
| 2004 | Sinaloa           | K   | Historiska staden Cosala i Sinaloa                                                                                 |
| 2004 | Sonora            | N   | Biosfärområdet El Pinacate och Gran Desierto de Altar                                                              |
| 2004 | Tlaxcala          | K   | Komplex som utgörs av Franciskanerklostret och Marie himmelsfärds katedral (utvidgning av världsarvet Popocateptl) |
| 2004 | Tlaxcala          | K   | Tecoaque |
| 2004 | -flera-           | X   | Huicholleden genom heliga platser till Huiricuta (Tatehuari Huajuye)                                               |
| 2006 | Puebla            | X   | Cuetzalan och dess historiska, kulturella och naturliga omgivning                                                  |
| 2007 | Mexiko            | K   | San Luis Potosí på Kvicksilver- och silvervägen på den interkontinentala Camino Real                               |
| 2008 | Campeche, Tabasco | N   | Våtmarkerna Centla och Términos                                                                                    |
| 2008 | Mexiko            | N   | Revillagigedoöarna                                                                                                 |
| 2008 | Nuevo Leon        | K   | Monterreygjuteriets masugnar                                                                                       |
| 2008 | Yucatán           | K   | Historiska staden Izamal                                                                                           |
| 2008 | -flera-           | N   | Los Petenes-Ría Celestún                                                                                           |
| 2009 | San Luis Potosí   | K   | Las Pozas, Xilitla                                                                                                 |
| 2010 | Chiapas           | X   | Tidens båge i floden La Venta                                                                                      |

## Nicaragua[17]
| År   | Typ | Namn                                 |
| ---- | --- | ------------------------------------ |
| 1995 | X   | Castillo de la Inmaculada Concepción |
| 1995 | N   | Bosawas naturreservat                |
| 1995 | N   | Miskitos Keys naturreservat          |
| 1995 | N   | Masaya nationalpark                  |
| 2003 | X   | Staden Granada och dess naturområden |

## Saint Kitts och Nevis[18]
| År   | Typ | Namn                          |
| ---- | --- | ----------------------------- |
| 1998 | K   | Staden Charlestown            |
| 1998 | K   | Basseterres historiska område |

## Saint-Pierre och Miquelon(Frankrike)[9]
- Finns inga förslag på världsarv i Saint-Pierre och Miquelon på Frankrikes tentativa lista.

## Turks- och Caicosöarna(Storbritannien)[1]
| År   | Typ | Namn                   |
| ---- | --- | ---------------------- |
| 1999 | K   | Turks- och Caicosöarna |

## USA[19]
| År   | Delstat      | Typ | Namn |
| ---- | ------------ | --- | --- |
| 2008 | Alabama      | K   | Medborgarrättsrörelsens platser (Dexter Avenue King Memorial Baptist Church, Bethel Baptist Church, 16th Street Baptist Church |
| 2008 | Ohio         | K   | Daytonflygets platser |
| 2008 | Illinois     | K   | Byggnader av Frank Lloyd Wright - Unity Temple i Oak Park                                                                      |
| 2008 | Illinois     | K   | Byggnader av Frank Lloyd Wright - Frederick C. Robie House i Chicago                                                           |
| 2008 | Kalifornien  | K   | Byggnader av Frank Lloyd Wright - Hollyhock House i Los Angeles                                                                |
| 2008 | Wisconsin    | K   | Byggnader av Frank Lloyd Wright - Teliesin i Spring Green                                                                      |
| 2008 | Pennsylvania | K   | Byggnader av Frank Lloyd Wright - Fallingwater i Mill Run                                                                      |
| 2008 | Wisconsin    | K   | Byggnader av Frank Lloyd Wright - S. C. Johnson & Son, Inc., Administration Building and Research Tower i Racine               |
| 2008 | Wisconsin    | K   | Byggnader av Frank Lloyd Wright - Herbert and Katherine Jacobs House i Madison                                                 |
| 2008 | Arizona      | K   | Byggnader av Frank Lloyd Wright - Taliesin West i Scottsdale                                                                   |
| 2008 | Oklahoma     | K   | Byggnader av Frank Lloyd Wright - Price Tower i Bartlesville                                                                   |
| 2008 | New York     | K   | Byggnader av Frank Lloyd Wright - Solomon R. Guggenheim Museum i New York                                                      |
| 2008 | Kalifornien  | K   | Byggnader av Frank Lloyd Wright - Marin County Civic Center i San Rafael                                                       |
| 2008 | Ohio         | K   | Hopewell ceremoniella jordvallar - Fort Ancient State Memorial                                                                 |
| 2008 | Ohio         | K   | Hopewell ceremoniella jordvallar - Hopewell Culture National Historical Park (5 geografiskt separata element)                  |
| 2008 | Ohio         | K   | Hopewell ceremoniella jordvallar - Mound City Group                                                                            |
| 2008 | Ohio         | K   | Hopewell ceremoniella jordvallar - Hopewell Mound Group                                                                        |
| 2008 | Ohio         | K   | Hopewell ceremoniella jordvallar - Seip Earthworks                                                                             |
| 2008 | Ohio         | K   | Hopewell ceremoniella jordvallar - High Bank Earthworks                                                                        |
| 2008 | Ohio         | K   | Hopewell ceremoniella jordvallar - Hopeton Earthworks                                                                          |
| 2008 | Ohio         | K   | Hopewell ceremoniella jordvallar - Newark Earthworks State Memorial                                                            |
| 2008 | Virginia     | K   | Mount Vernon |
| 2008 | Georgia      | N   | Okefenokee nationella viltreservat                                                                                             |
| 2008 | Arizona      | N   | Petrified Forest nationalpark                                                                                                  |
| 2008 | Louisiana    | N   | Poverty Point State Historic Site                                                                                              |
| 2008 | Texas        | N   | San Antonio Franciscan Missions (Missionerna San Antonio, Concepcion, San Jose, San Juan och Espada)                           |
| 2008 | Ohio         | N   | Serpent Mound |
| 2008 | Virginia     | N   | Byggnader av Thomas Jefferson - Poplar Forest                                                                                  |
| 2008 | Virginia     | N   | Byggnader av Thomas Jefferson - Virginia State Capitol                                                                         |
| 2008 | New Mexico   | N   | White Sands nationalmonument                                                                                                   |